# Ménandre le Rhéteur
Pour les articles homonymes, voir Ménandre (homonymie).
Ménandre le Rhéteur ou Ménandre de Laodicée est un rhéteur grec de l'Antiquité tardive (fin du IIIe siècle) sous le nom duquel nous sont parvenus deux traités intitulés Sur les discours épidictiques (c'est-à-dire le genre de l'éloge et du compliment).
Il avait ainsi édicté des règles pour l’éloge d’un souverain.